# Polycentropus barri
Polycentropus barri là một loài Trichoptera trong họ Polycentropodidae. Chúng phân bố ở miền Tân bắc.